# FK Proleter Novi Sad
Maillots
Le Fudbalski Klub Proleter Novi Sad (en serbe : Фудбалски Клуб Пролетер Нови Сад), plus couramment abrégé en FK Proleter Novi Sad, est un club serbe de football fondé en 1951 et basé dans la ville de Novi Sad.
Le club joue la saison 2018-2019 pour la première fois en 1re division serbe.

## Bilan sportif

### Palmarès
| Compétitions nationales                                                                                       |
| --- |
| - Championnat de Serbie D2 (1) : - Champion : 2017-18. - Championnat de Serbie D3 (1) : - Champion : 2008-09. |

### Bilan par saison
| Saison    | Championnat  | Championnat | Championnat | Championnat | Championnat | Championnat | Championnat | Championnat | Championnat | Championnat | Coupe de Serbie     |
| Saison    | Division     | Pos         | Pts         | J           | V           | N           | D           | BP          | BC          | Diff        | Coupe de Serbie     |
| --------- | ------------ | ----------- | ----------- | ----------- | ----------- | ----------- | ----------- | ----------- | ----------- | ----------- | ------------------- |
| 2006-2007 | 3e Voïvodine | 4e          | 55          | 34          | 16          | 7           | 11          | 49          | 32          | +17         | —                   |
| 2007-2008 | 3e Voïvodine | 3e          | 60          | 30          | 18          | 6           | 6           | 54          | 32          | +22         | —                   |
| 2008-2009 | 3e Voïvodine | 1er         | 61          | 30          | 17          | 10          | 3           | 49          | 21          | +28         | —                   |
| 2009-2010 | 2e           | 7e          | 46          | 34          | 13          | 7           | 14          | 41          | 35          | +6          | Huitièmes de finale |
| 2010-2011 | 2e           | 8e          | 45          | 34          | 12          | 9           | 13          | 46          | 40          | +6          | Huitièmes de finale |
| 2011-2012 | 2e           | 9e          | 49          | 34          | 14          | 7           | 13          | 33          | 34          | -1          | Huitièmes de finale |
| 2012-2013 | 2e           | 4e          | 57          | 34          | 16          | 9           | 9           | 53          | 43          | +10         | Seizièmes de finale |
| 2013-2014 | 2e           | 9e          | 39          | 30          | 10          | 9           | 11          | 42          | 36          | +6          | Seizièmes de finale |
| 2014-2015 | 2e           | 7e          | 40          | 30          | 11          | 7           | 12          | 33          | 32          | +1          | Huitièmes de finale |
| 2015-2016 | 2e           | 8e          | 40          | 30          | 9           | 13          | 8           | 32          | 29          | +3          | Seizièmes de finale |
| 2016-2017 | 2e           | 11e         | 36          | 30          | 9           | 9           | 12          | 34          | 40          | -6          | Seizièmes de finale |
| 2017-2018 | 2e           | 1er         | 65          | 30          | 20          | 5           | 5           | 63          | 25          | +38         | Huitièmes de finale |
| 2018-2019 | 1re          | 8e          | 41          | 37          | 10          | 11          | 16          | 34          | 41          | -7          | Seizièmes de finale |
| 2019-2020 | 1re          | 12e         | 30          | 30          | 7           | 9           | 14          | 30          | 42          | -12         | Huitièmes de finale |
| 2020-2021 | 1re          | 8e          | 53          | 38          | 15          | 8           | 15          | 40          | 47          | -7          | Huitièmes de finale |
| 2021-2022 | 1re          | 16e         | 32          | 37          | 8           | 8           | 21          | 25          | 57          | -32         | Seizièmes de finale |

Légende
- Promotion en division supérieure.
- Relégation en division inférieure.

## Personnalités du club

### Présidents du club
- Stevan Buljić

### Entraîneurs du club
| - Ljubomir Ristovski (2009 - 2010) - Nenad Cerović (2011) - Zoran Govedarica (2011) - Nenad Lalatović (2011 - 2013) - Saša Milanović (2013) - Zoran Marić (2013 - 2014) - Zoran Govedarica (2014 - 2015) | - Zoran Janković (2015) - Zoltan Sabo (2016) - Zoran Govedarica (2016) - Zoltan Sabo (2016 - 2017) - Zoran Govedarica (2017) - Nenad Cerović (2017) - Nenad Vanić (2018) | - Dragan Radojičić (2018 - 2019) - Milić Ćurčić (2019) - Branko Žigić (2019 - 2021) - Sekula Rašiovan (2021) - Branko Žigić (2021) - Dušan Bajić (2021 - ) |

### Effectif actuel
| N° | Nat.                  | Poste | Nom du joueur                  |
| -- | --------------------- | ----- | ------------------------------ |
| 1  | Drapeau de la Serbie  | G     | Vladan Elesin                  |
| 3  | Drapeau de la Serbie  | D     | Ognjen Mitrović                |
| 4  | Drapeau de la Serbie  | D     | Aleksandar Andrejević          |
| 5  | Drapeau de la Serbie  | D     | Zarija Lambulić                |
| 6  | Drapeau de la Serbie  | M     | Dušan Plavšić                  |
| 7  | Drapeau de la Serbie  | A     | Nemanja Čović                  |
| 8  | Drapeau de la Serbie  | M     | Srđan Šćepanović               |
| 9  | Drapeau de la Serbie  | A     | Milan Mirosavljev              |
| 10 | Drapeau de la Serbie  | M     | Slobodan Novaković (capitaine) |
| 11 | Drapeau de la Serbie  | A     | Stefan Čolović                 |
| 13 | Drapeau du Brésil     | D     | Leandro                        |
| 14 | Drapeau du Monténégro | D     | Mitar Ćuković                  |

| No. | Nat.                  | Position | Nom du joueur                             |
| --- | --------------------- | -------- | ----------------------------------------- |
| 18  | Drapeau de la Serbie  | M        | Dragomir Vukobratović                     |
| 23  | Drapeau de la Serbie  | G        | Mane Marković                             |
| 24  | Drapeau de la Serbie  | M        | Ognjen Krasić                             |
| 26  | Drapeau de la Serbie  | D        | Aleksandar Tanasin                        |
| 31  | Drapeau de la Serbie  | M        | Uroš Stamenić                             |
| 32  | Drapeau du Monténégro | D        | Vasilije Radenović                        |
| 55  | Drapeau de la Serbie  | D        | Miljan Jablan                             |
| 69  | Drapeau de la Serbie  | A        | Srđan Vujaklija                           |
| 83  | Drapeau de la Serbie  | D        | Danilo Nikolić                            |
| 87  | Drapeau de la Serbie  | M        | Miloš Jokić                               |
| 89  | Drapeau de la Serbie  | G        | Miloš Vesić                               |
| 90  | Drapeau de la Serbie  | A        | Strahinja Jovanović (en prêt du Partizan) |